# LaRue County
Larue County is een county in de Amerikaanse staat Kentucky.
De county heeft een landoppervlakte van 682 km² en telt 13.373 inwoners (volkstelling 2000). De hoofdplaats is Hodgenville.

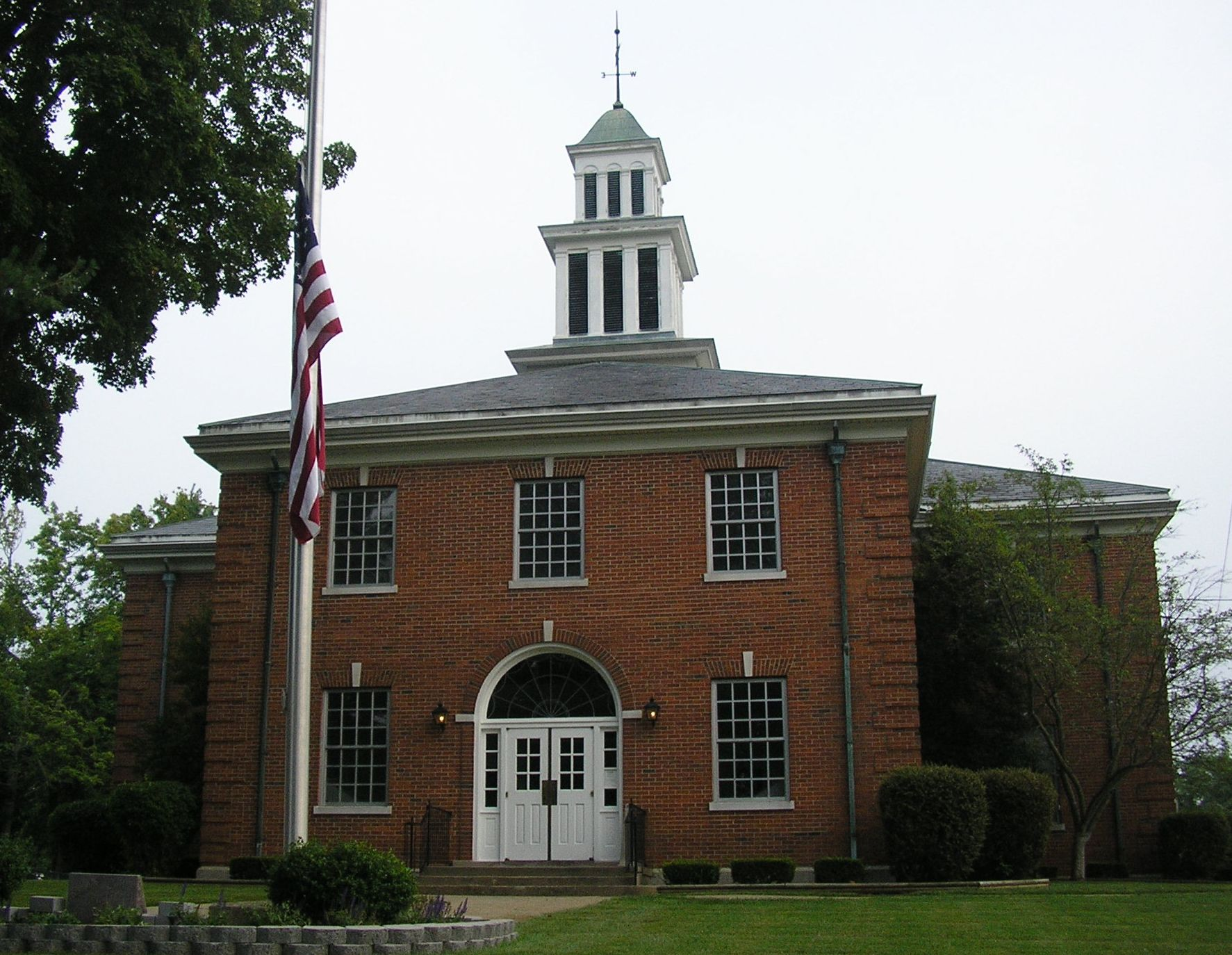
LaRue County Courthouse